# Schloss Höhenkirchen

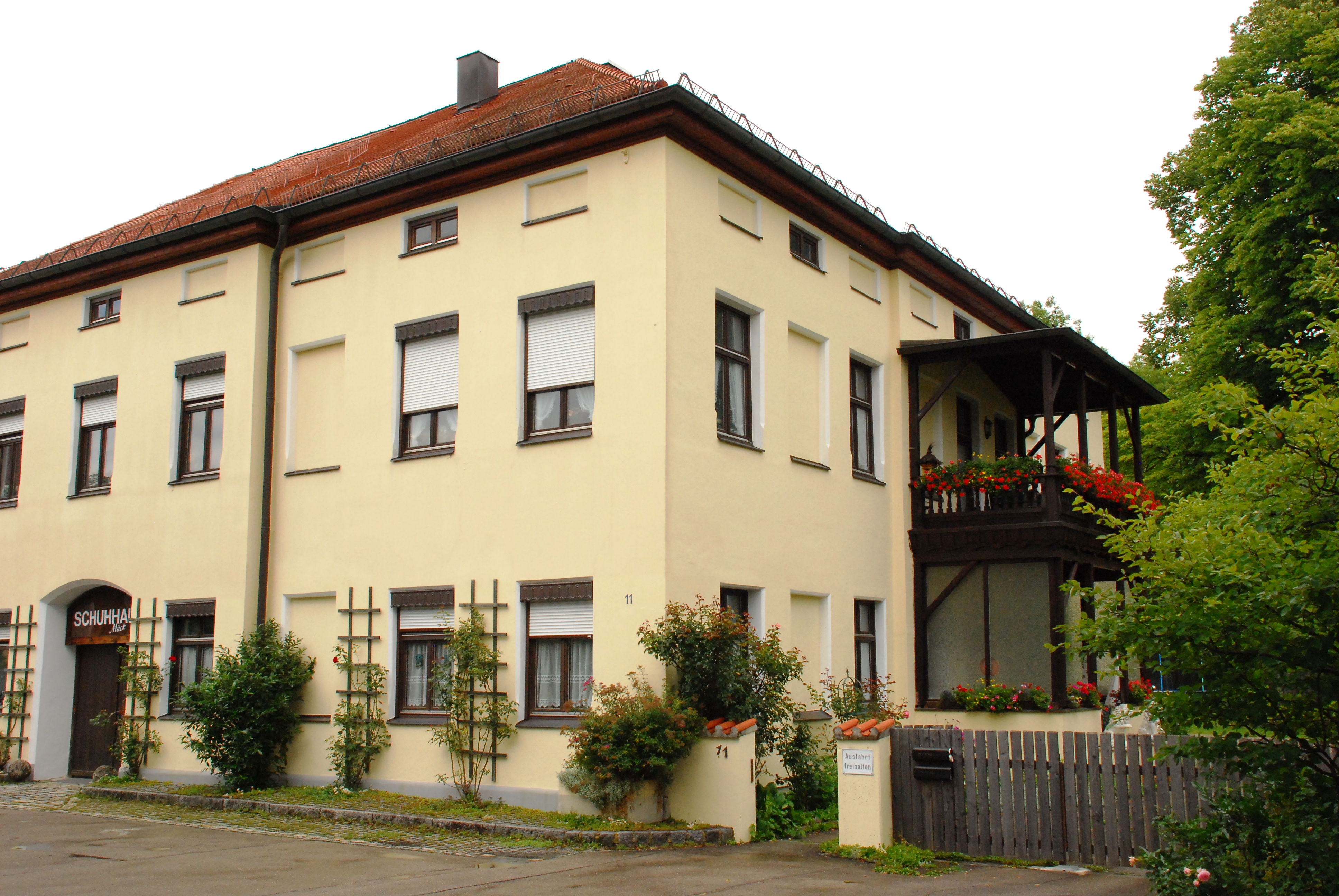
Ehemaliges Hofmarksschloss Höhenkirchen

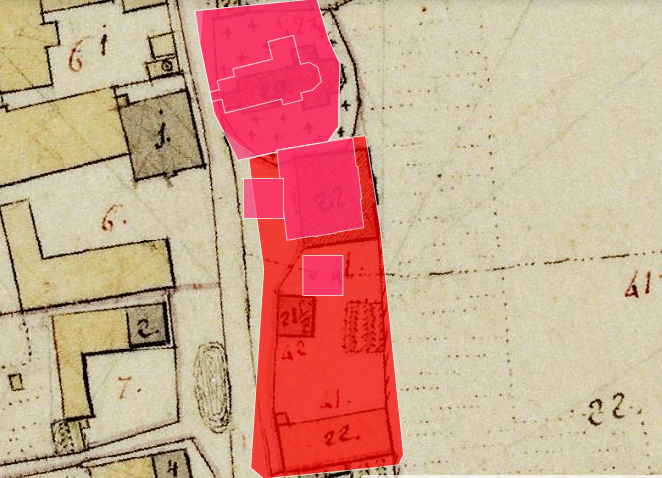
Lageplan von Schloss Höhenkirchen auf dem Urkataster von Bayern

Schloss Höhenkirchen ist ein ehemaliges Schloss innerhalb der Ortschaft Höhenkirchen-Siegertsbrunn unmittelbar südlich der Pfarrkirche Mariä Geburt in Höhenkirchen. Es erfüllt heute die Funktion eines Wohn- und Geschäftshauses. Die Anlage ist unter der Aktennummer D-1-84-127-5 als denkmalgeschütztes Baudenkmal von Höhenkirchen verzeichnet. Ebenso wird sie als Bodendenkmal unter der Aktennummer D-1-7936-0073 im Bayernatlas als „untertägige mittelalterliche und frühneuzeitliche Befunde im Bereich des ehem. Hofmarkschlosses Höhenkirchen und seiner Vorgängerbauten mit zugehörigem Wirtschaftshof“ geführt.

## Geschichte

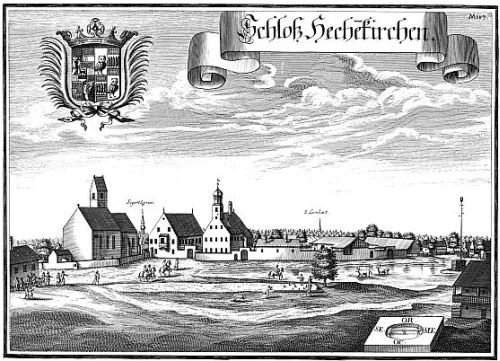
Schloss Höhenkirchen 1710

Besitzer des Schlosses war zuerst die Familie Wagner, dann die Familie Pelkover	bis 1629, Johann Heinrich Schrenk kam ab 1629 durch Kauf in den Besitz des Schlosses; von Familie Schrenk zu Notzing und Egmating ging das Schloss 1694 an Sigmund Marquard, Freiherr von Pfötten, über.

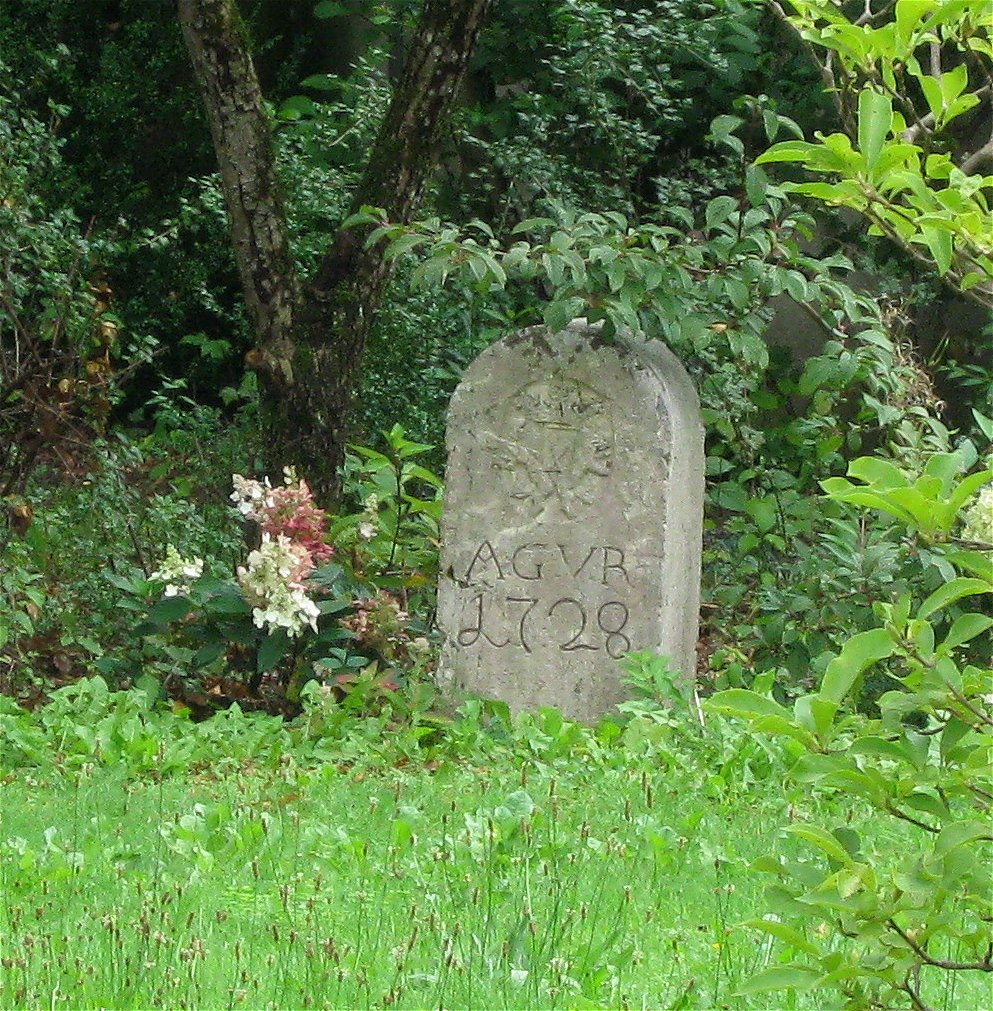
Hofmarksgrenzstein in Höhenkirchen

## Beschreibung
Das Gebäude in der Rosenheimer Straße 11 in Höhenkirchen-Siegertsbrunn wurde im 15. und 16. Jahrhundert als Sitz des herzoglichen Jägermeisters erbaut, Umbauten erfolgten im 19. Jahrhundert. Das Schloss präsentiert sich heute als zweieinhalbgeschossiger Bau mit Walmdach. Das ehemalige Hofmarksschloss bestand ursprünglich, wie auf einem Stich von Michael Wening von 1710 zu sehen, aus zwei getrennten Bauten, die zur heutigen Anlage zusammengefasst wurden. Im Garten befindet sich ein Hofmarksgrenzstein von 1728.